# Requin babosse
Vous lisez un « bon article » labellisé en 2014.
Carcharhinus altimus
Espèce
Synonymes
- Eulamia altima Springer, 1950 (protonyme)
- Carcharhinus radamae Fourmanoir, 1961

Statut de conservation UICN

 DD  : Données insuffisantes
Le Requin babosse (Carcharhinus altimus) est une espèce de requins de la famille des Carcharhinidae. On le trouve dans les eaux tropicales et subtropicales du monde entier, au niveau du plateau continental. C'est un animal migrateur qui vit à bonne profondeur, entre 90 et 430 m, même s'il remonte souvent plus près de la surface durant la nuit. Le Requin babosse est de couleur unie, et mesure entre 2,7 et 2,8 m de longueur. Il a un museau long et large avec des rabats de peau proéminents au niveau des narines, et de grandes dents triangulaires sur la mâchoire supérieure. Ses nageoires pectorales sont longues et presque droites, et il y a une crête sur son dos entre les deux nageoires dorsales.
Le Requin babosse chasse près du fond marin, et se nourrit de poissons osseux et cartilagineux, ainsi que de céphalopodes. Comme les autres membres de sa famille, il est vivipare et l'embryon se développe grâce à une alimentation assurée par une connexion au placenta. Les portées comptent entre 3 et 15 jeunes que la femelle porte durant 10 mois de gestation. En dépit de sa taille, ce requin vit trop en profondeur pour représenter un danger pour l'Homme. Il est capturé accidentellement par les pêcheurs dans divers endroits de son aire de répartition. Sa viande, ses ailerons, sa peau, son huile de foie et ses abats peuvent être utilisés. L'Union internationale pour la conservation de la nature (UICN) manque actuellement de données pour pouvoir attribuer un statut de sauvegarde à cette espèce. Toutefois, la pression de la pêche dans les zones où il vit le met vraisemblablement en danger du fait de son faible taux de reproduction, et il semble décliner, notamment dans le nord-ouest de l'océan Atlantique.

## Description

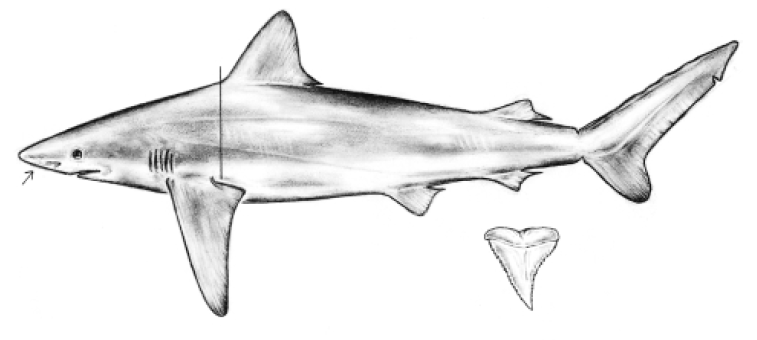
Traits caractéristiques du Requin babosse, incluant ses rabats de peau proéminents dans les narines, ses grandes dents triangulaires de la mâchoire supérieure et la position relativement avancée de sa première nageoire dorsale.

Le Requin babosse a un corps robuste, et un long museau arrondi auquel il doit son nom vernaculaire anglais (bignose signifiant grand museau). Il est au moins aussi long que sa gueule et large, et ses narines sont précédées d'excroissances de peau triangulaires bien développées. Les yeux de taille moyenne et circulaires sont équipés d'une membrane nictitante. La gueule est largement incurvée et ne présente pas de sillon à ses extrémités. On compte 14 à 16 rangées dents de chaque côté de la mâchoire supérieure, et ces dents ont de grandes pointes triangulaires aux bords dentelés. Elles sont érigées au milieu de la mâchoire et deviennent de plus en plus obliques au fur et à mesure que l'on se dirige vers les côtés. La mâchoire inférieure dénombre 14 à 15 rangées de dents de chaque côté, qui présentent de fines pointes érigées et une dentelure très fine sur leurs bords. Les cinq paires de fentes branchiales sont modérément longues,.
Les longues et larges nageoires pectorales ont des extrémités pointues et des marges presque droites. La première nageoire dorsale prend naissance à peu près au niveau de l'arrière des nageoires pectorales. Elle est quasiment droite et en forme de faucille, avec sommet émoussé et une longue marge postérieure libre. La seconde nageoire dorsale est relativement grande, avec une courte marge postérieure libre, et est positionnée légèrement devant la nageoire anale. Une haute crête centrale relie les nageoires dorsales. La nageoire caudale a une encoche en forme de croissant à l'origine de la marge supérieur de son lobe supérieur. Les denticules cutanés sont très rapprochés mais ne se chevauchent pas, puisqu'on voit la peau entre eux. Chacun de ces denticules cutanés est ovale et présente trois arêtes horizontales qui se terminent par des dents. La coloration est grise à bronze dessus, avec une légère ligne claire sur les flancs, et un dessous blanc, et parfois des reflets verts au niveau des branchies. Les extrémités des nageoires, à l'exception des nageoires pelviennes, sont plus sombres ; ce trait de caractère est beaucoup plus net chez les jeunes. C'est un requin de grande taille, les mâles et les femelles mesurent respectivement 2,7 m et 2,8 m de long. Cette espèce peut atteindre 3 m de long,. Le poids maximum enregistré pour cet animal est de 168 kg.

### Espèces similaires
Le Requin babosse ressemble fortement à certains autres requins de la famille des Carcharhinidae, comme notamment le Requin gris (Carcharhinus plumbeus), qui comme lui à une crête entre les deux nageoires dorsales et des écailles qui ne se chevauchent pas. Cependant, le Requin gris en diffère par son museau plus court, mesurant moins que la largeur de la bouche, et sa haute première nageoire dorsale, qui fait le double de la longueur du museau. Par ailleurs on trouve ce requin dans des eaux moins profondes que le Requin babosse, et cela limite les confusions lorsqu'ils sont dans leur milieu. Le Requin des Galápagos (C. galapagensis) se distingue quant à lui par un museau plus court et des denticules dermiques qui se chevauchent.

## Biologie et écologie

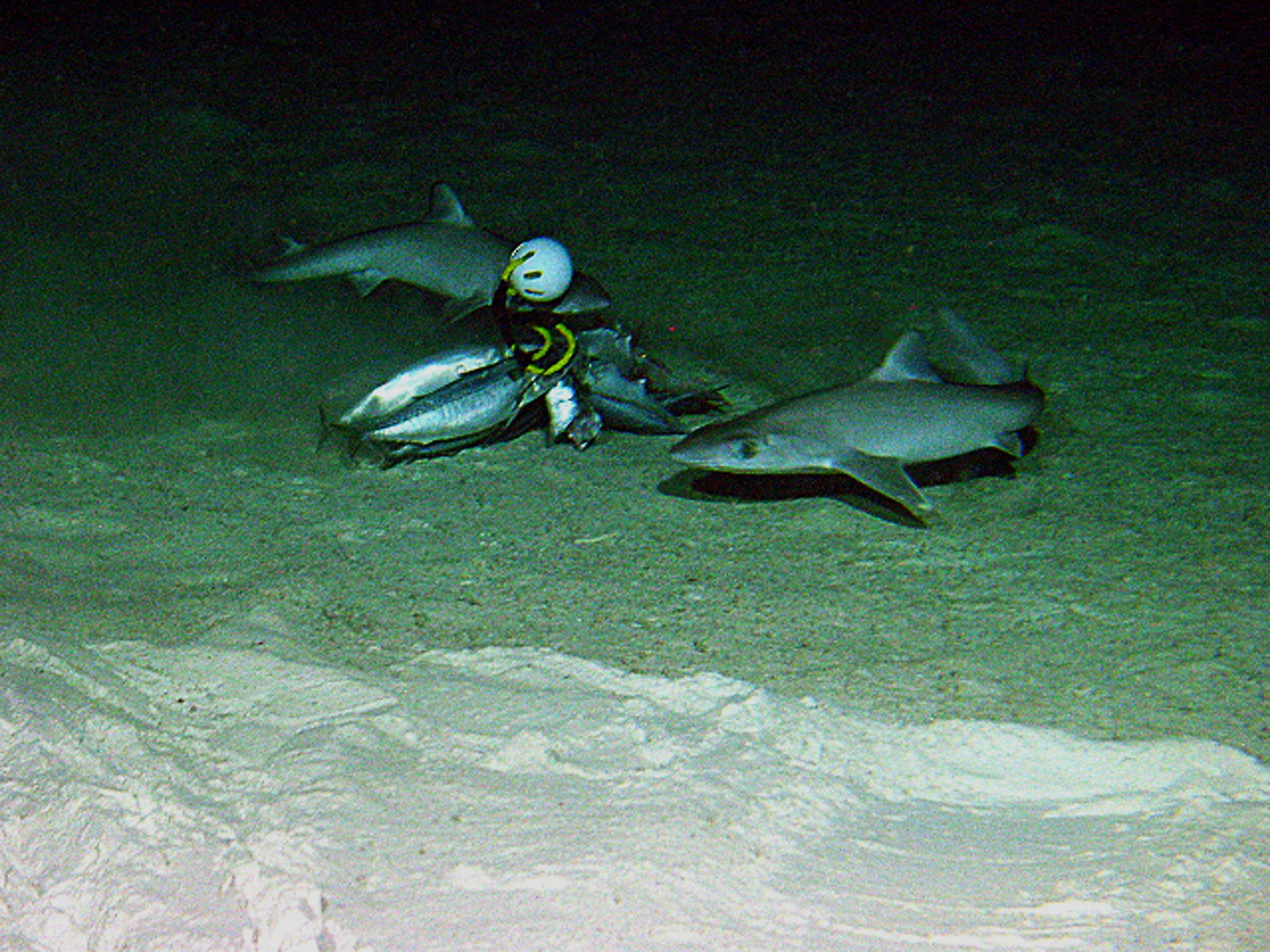
Des petits requins de la famille des Squalidae (à l'image de l'Aiguillat épinette (Squalus mitsukurii)) peuvent également entrer dans le régime alimentaire du Requin babosse.

Le Requin babosse se nourrit principalement de poissons osseux vivant sur le fond marin, comme les poissons-lézards, les Sciaenidae, les poissons plats et les poissons chauve-souris, de poissons cartilagineux comme les roussettes du genre Holohalaelurus, les raies du genre Dasyatis et les chimères, et de céphalopodes,. De leur côté, les jeunes peuvent potentiellement être des proies pour de plus grands requins. Comme les autres requins de la famille des Carcharhinidae, le Requin babosse est vivipare ; après que les embryons en développement ont épuisé leur réserve en vitellus, le sac vitellin vide se développe en une connexion avec le placenta qui permet à l'embryon d'être nourri par sa mère. Les portées comptent entre 3 et 15 jeunes, généralement 7, qui naissent à la suite d'une gestation de 10 mois. Les jeunes d'une même portée peuvent être issus de deux mâles différents ou plus. Les femelles mettent bas en août et septembre en Méditerranée, et en septembre et octobre à Madagascar. Les nouveau-nés mesurent 70 à 90 cm de long. Mâles et femelles deviennent matures lorsqu'ils atteignent respectivement la taille de 2,2 et 2,3 m de long. L'âge moyen des adultes en reproduction est de 21 ans.

## Distribution et habitat

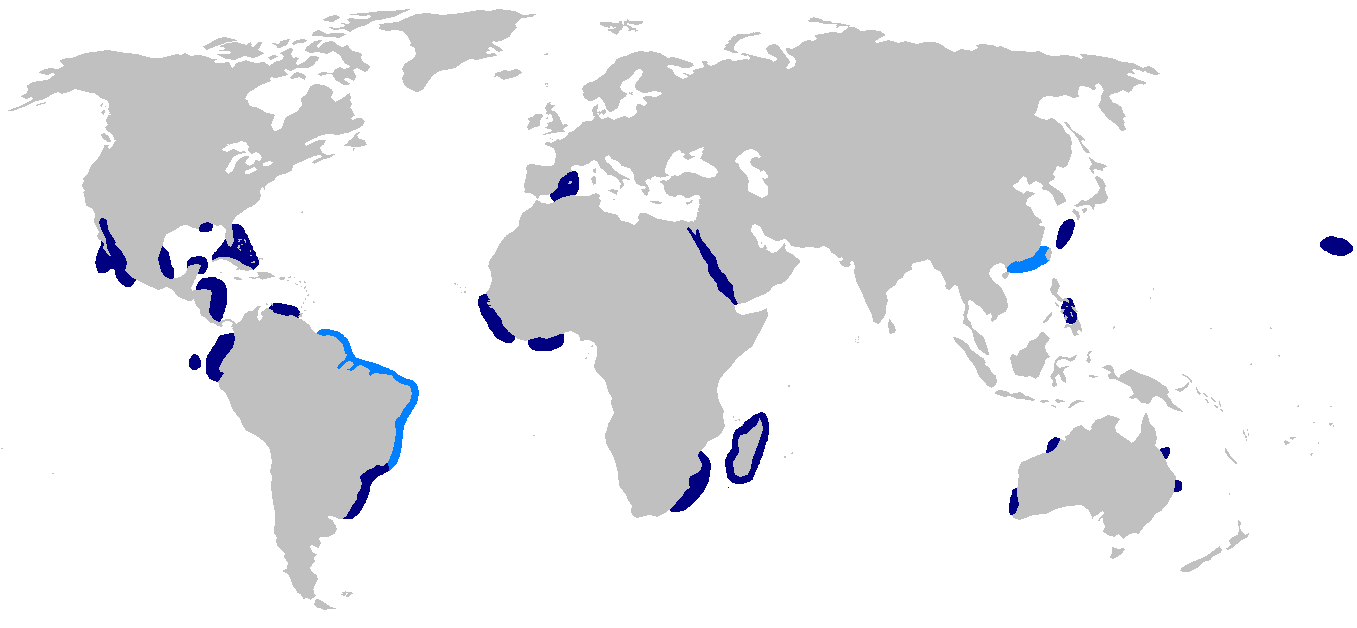
Répartition géographique du Requin babosse.

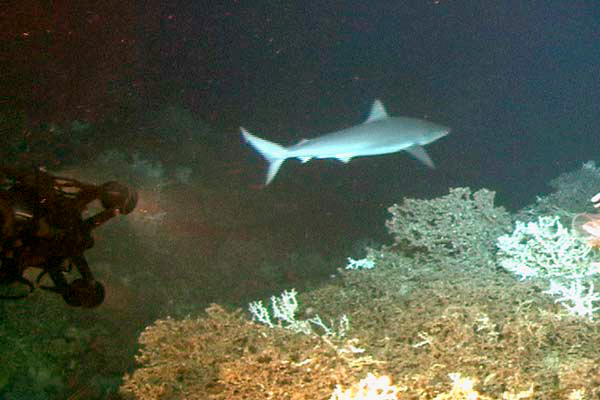
Le Requin babosse vit dans des eaux profondes.

Des observations un peu partout dans le monde semblent indiquer que le Requin babosse a une aire de répartition comprenant l'ensemble des eaux tropicales et subtropicales du monde. Dans l'océan Atlantique on le rencontre de la baie du Delaware jusqu'au Brésil, ainsi que dans la mer Méditerranée et au large de l'Afrique de l'Ouest. Dans l'océan Indien, on le rencontre en Afrique du Sud et à Madagascar, dans la mer Rouge, en Inde et aux Maldives. Dans l'océan Pacifique, il a été observé de la Chine à l'Australie, aux environs d'Hawaï, et du golfe de Californie à l'Équateur. Il est globalement commun au large de la Floride, aux Bahamas et dans les Antilles, et rare au large du Brésil et dans la Méditerranée,.
Le Requin babosse vit près des limites du plateau continental et au-dessus de la partie supérieure de la marge continentale, nageant généralement près du fond marin à des profondeurs variant entre 90 et 430 m. Les jeunes requins peuvent s'aventurer dans des eaux peu profondes à 25 m de fond. Les captures de cette espèce la nuit semblent indiquer qu'elle s'aventure plus près de la surface à ce moment de la journée, procédant ainsi à une migration verticale journalière. Dans le nord-ouest de l'océan Atlantique, le Requin babosse réalise une migration assez mal étudiée, passant l'été au large de la côte est des États-Unis, et hivernant dans le golfe du Mexique et la mer des Caraïbes. Certains spécimens ont ainsi été enregistrés parcourant entre 1 600 et 3 200 km,.

## Taxinomie et phylogénie
L'expert en requins Stewart Springer décrit le Requin babosse sous l'appellation scientifique Eulamia altima dans un volume de la revue scientifique American Museum Novitates paru en 1950. Par la suite, le genre Eulamia est classé comme un synonyme de Carcharhinus. L'épithète spécifique altimus dérive du latin altus (« profond ») et fait référence à l'habitat de ce requin dans des eaux assez profondes. Le spécimen type est une femelle immature de 1,3 m de long, capturée au large de Cosgrove Reef dans l'archipel des Keys en Floride le 2 avril 1947,.
Les études phylogénétiques publiées par Jack Garrick en 1982 et Leonard Compagno en 1988, s'appuyant sur la morphologie des animaux, plaçaient le Requin babosse dans un groupe de requins du genre Carcharhinus centré autour du Requin requiem de sable (C. obscurus) et du Requin des Galápagos (C. galapagensis). Ce groupe comprenait des requins aux larges dents triangulaires et ayant une crête entre les nageoires dorsales,. L'étude de Gavin Naylor en 1992, basée sur les séquences d'allozymes, confirme et reprécise ce groupe de requins ayant une crête entre les nageoires dorsales. Le Requin babosse y apparaît comme une espèce proche du Requin gris (C. plumbeus) avec lequel il forme un groupe frère. Au cours de son travail sur les espèces de requins au large de Madagascar, Fourmanoir décrit en 1961 une nouvelle espèce, Carcharhinus radamae, qui sera plus tard placée comme un synonyme de l'espèce.

## Relations avec l'Homme
Bien qu'il soit suffisamment grand pour représenter un danger, le Requin babosse vient très rarement en contact avec l'Homme car il préfère les eaux profondes. Aucune pêche spécialisée dans la capture de ce requin n'est connue. En revanche, cette espèce est une prise accessoire des filets, chaluts et des palangres pour poissons pélagiques, notamment celles pour le thon, et ce dans une grande partie de son aire de répartition. Il est régulièrement capturé dans les eaux cubaines et utilisé pour produire de l'huile de foie, du chagrin, et des farines de poisson. En Asie du Sud-Est, la viande et les ailerons sont consommés dans la soupe d'ailerons de requin. Le Requin babosse n'est pas utilisé commercialement aux États-Unis, où il est classé comme une espèce interdite de pêche par le Fishery Management Plan for Atlantic tunas, swordfish and sharks de 2007.
L'Union internationale pour la conservation de la nature (UICN) a classé le Requin babosse parmi les espèces à « données insuffisantes » (DD) sur l'ensemble de son aire de répartition, du fait d'une surveillance insuffisante de ses populations et de sa pêche. L'espèce est considérée comme menacée, étant donné qu'il a un faible rythme de reproduction et qu'il est victime de la pêche. On a par exemple observé un fort déclin des populations aux Maldives. Par ailleurs, la plupart des prises accidentelles de Requin babosse ont lieu dans les eaux internationales, où il peut être victime de pêcheurs de différents pays. Localement, l'UICN a classé ce requin comme « quasi menacé » (NT) dans le nord-ouest de l'océan Atlantique et de « préoccupation mineure » (LC) dans les eaux australiennes, où il ne fait face à aucune menace particulière.